# Ametoctradin
Ametoctradin is een organische verbinding die aangewend wordt als fungicide. Ze werd in 2004 ontdekt door BASF, die ze in het product Initium op de markt brengt.

## Werking
De stof is een inhibitor van het mitochondriaal complex III, dat deel uitmaakt van het celademhalingsproces. Ze veroorzaakt het openbarsten van zoösporen en voorkomt dat die zich verder ontwikkelen.
Ametoctradin is werkzaam tegen waterschimmels zoals de aardappelziekte (Phytophthora infestans) en valse meeldauw (waaronder Plasmopara viticola op druiven, Pseudoperonospora cubensis op komkommer en Bremia lactucae op sla).

## Eigenschappen
Ametoctradin heeft een lage acute toxiciteit. De stof is niet irriterend voor huid of ogen. De stof blijkt niet carcinogeen, neurotoxisch, reprotoxisch of  genotoxisch te zijn.

## Regelgeving
BASF heeft in 2008 een aanvraag ingediend om amectotradin op te nemen in de lijst van toegelaten gewasbeschermingsmiddelen in de Europese Unie. De conclusies van het onderzoek door experten van de Europese Autoriteit voor voedselveiligheid werden in november 2012 gepubliceerd. De Europese Commissie heeft op 8 maart 2013 haar goedkeuring gegeven aan de stof. De goedkeuring is geldig voor 10 jaar vanaf 1 augustus 2013.